# أنطون بلومبرغ
أنطون بلومبرغ (بالسويدية: Anton Blomberg)‏ هو لاعب هوكي الجليد سويدي، ولد في 17 يونيو 1995 في Motala ‏ في السويد.

## وصلات خارجية
- أنطون بلومبرغ على موقع EliteProspects.com (الإنجليزية)
- أنطون بلومبرغ على موقع Eurohockey.com (الإنجليزية)
- أنطون بلومبرغ على موقع HockeyDB.com (الإنجليزية)